# Бинген (Рейнланд-Пфальц)
Би́нген, Бинген-ам-Райн (нем. Bingen am Rhein) — город в Германии, в земле Рейнланд-Пфальц. Расположен на левом берегу Рейна при впадении в него реки Наэ.
Входит в состав района Майнц-Бинген. Население составляет 24 276 человек (на 31 декабря 2010 года). Занимает площадь 37,74 км². Официальный код — 07 3 39 005.
Город подразделяется на 8 городских районов.

## История
Над городом возвышается, частью вновь отстроенный его теперешним собственником, замок Клопп с превосходным видом на Рейн и окрестности, из которого император Генрих V приказал перевести своего плененного отца в Бэкельгейм (1105). Замок этот римского происхождения и построен, по всей вероятности, Друзом в 13 году до нашей эры для защиты Бингиума, или Винкума.
К востоку от города высится Рохусберг с превосходным видом с Шарлахкопфа с церковью св. Роха, построенной в 1666 году и реставрированной в 1814 году, когда Гёте, будучи там во время праздника св. Роха, оставил храму образ св. Роха. К Ю. возвышается известный по своему превосходному вину Шарлахберг.
Ниже города, у подошвы Рюдесгеймской горы, находится на Рейне место, известное под названием «Бингенской ямы» (Bingerloch). Пункт этот был раньше очень опасен для судоходства и препятствовал его развитию. Река прорывается здесь с большой силой через скалы суживающейся здесь речной долины. Уже римляне устроили здесь путь для прохода судов, взрывая скалы на левом берегу реки, но путь этот был слишком узок и представлял большие препятствия; только с 1834 года, благодаря очистке фарватера, предпринятой прусским правительством, путь стал вполне безопасен. Здесь же среди реки возвышается на скале так называемая «мышиная башня» (Mauseturm), построенная, по всей вероятности, около 1000 года майнцским архиепископом Вилигисом для защиты страны, но более известная тем, что здесь, по преданию, архиепископ Гаттон II был съеден в 969 году мышами. Реставрированная в 1856 году башня служила для предостережения посредством флага судов, когда «бингенская яма» вследствие прохода другого судна была закрыта. Против Бингена возвышается национальный монумент, поставленный в память Франко-прусской войны 1870—1871 года.
Взят после тяжелых боев американцами 23 марта 1945 года.

## Климат
Среднее годовое количество осадков составляет всего 500–550 мм. Самый сухой месяц — февраль, с наибольшим количеством осадков в июне. В июне осадков выпадает в 1,5 раза больше, чем в феврале. Осадки варьируются минимально и чрезвычайно равномерно распределяются в течение года — только 1% измерительных станций регистрирует более низкие сезонные колебания.

## Знаменитые уроженцы города
- Хильдегарда Бингенская (1098 — 1179) — аббатиса монастыря Рупетсберг, католическая святая.
- Вильгельм Майер-Гросс (1889—1961) — немецко-британский медик, психиатр.
- Рюдингер, Николас (1832—1896) — немецкий анатом
- Филипп фон Фольц (1805—1877) — немецкий исторический живописец
- Фриц Натан (1891—1960) — немецкий и американский архитектор.
- Стефан Георге (1868—1933) — немецкий поэт

## Герб
Герб: «В синем цвете на заросшем зеленом щите движется серебряный римский всадник в золотом шлеме с пером, тунике, ботинках и покрытые золотом ножны красного меча с серебряным наконечником, шагающий серебряный конь с золотыми копытами и красной уздечкой, разделяющий свой красный плащ всадника серебряным мечом, Перед ним на коленях стоит умоляющий серебристый мужчина с левой рукой на костыле естественного цвета с красной лентой через правое плечо, в золотой юбке и черных шнурованных золотых брюках; в правом верхнем углу красная этикетка с серебряным шестиконечным колесом. Край щита — золотая зубчатая стена с пятью башнями».

## Политика
Городской совет состоит из 36 почетных членов; последние местные выборы в совет прошли 26 мая 2019 года.
Распределение мест в городском совете:
| Выбор | СПДПГ | ХДС | ЗЕЛЕНЫЕ | СвДП | FWG | ОСТАЛОСЬ | общее количество |
| ----- | ----- | --- | ------- | ---- | --- | -------- | ---------------- |
| 2019  | 11    | 11  | 6       | 3    | 3   | 2        | 36 мест          |
| 2014  | 12    | 16  | 4       | 2    | 2   | -        | 36 мест          |
| 2009  | 10    | 16  | 4       | 4    | 2   | -        | 36 мест          |
| 2004  | 10    | 18  | 3       | 3    | 2   | -        | 36 мест          |

## Города-побратимы
- Хитчин, Северный Хартфордшир, с 1958 года;
- Нюи-Сен-Жорж, Бургундия, с 1960 года;
- Призрен, Косово, с 1968 года;
- Венаре-Ле-Лом, Бургундия, с 1967 года;
- Анамур, Турция, с 2011 года;
- Кутна-Гора, Чехия, с 2011 года.

## Достопримечательности
- Мышиная башня
- Бывшая коллегиальная церковь базилики Св. Мартина 15 века
- Приходская церковь Святых Гордиана и Эпимаха в Дитерсхайме
- Замок Клоппа
- Часовня Рохуса
- Мост Друза с часовней в романском стиле; построен через реку Наэ в XI веке примерно в 1200 м от ее впадения в Рейн и является старейшим сохранившимся средневековым каменным мостом в Германии
- Старый рейнский кран
- Ящик для овса (после 1689 года) с Музеем Стефана Георгия
- «Старое кладбище» XIX века с памятником Наполеону
- Еврейское кладбище, заложенное в XVI веке; охраняемый памятник культуры
- Исторический музей на реке - Хильдегард фон Бинген
- Вилла Саксония, государственный винный завод и культурный центр Sōka Gakkai International (см. Сока Гаккай) в Германии;
- Римская вилла Рустика в лесу Бингер
- Европейский заповедник Райнауэн

## Комментарии
1. ↑  В туристической и популярной литературе, а также в Google Maps используется также передача названия «Бинген-на-Рейне» (по аналогии, например, с названием города Франкфурт-на-Майне).